# Марина Диамандис
Марина Ламбрини Диамандис (на гръцки: Μαρίνα Λαμπρινή Διαμαντή), позната като MARINA, а до 2017 г. и като Marina & The Diamonds, е уелска певица и текстописец.
Родена на 10 октомври 1985 г. в Бринмаур, Уелс, където в детството си е пяла в хор. Описва себе си като „Инди артист с цели към поп музиката“ и често включва компоненти от човешкото поведение и чувства в музиката си. Често е свързвана с инди иконата Лана Дел Рей, както заради ниските и високи тонове, с които са познати и двете изпълнителки, така и заради стила в който творят.

## Ранен живот и Музикална кариера
Марина Ламбрини Диамандис е родена на 10 октомври 1985 г. в Бринмаур, Уелс и е израснала близо до Abergavenny в село Pandy. Тя има една по-голяма сестра. Нейната уелска майка и гръцки баща се запознават в университета в Нюкасъл, и се разведоха, когато Марина Диамандис е едва на четири години. След развода баща ѝ се завръща в Гърция, докато Диамандис остава в бунгало в Уелс с майка си, където споделя спалня със сестра си; тя описва детството си като „просто и идилично“ и „мирно и нормално“.
В детството си, Диамандис посещава училище за момичета в Хабердайзърс.
На 16-годишна възраст се премества в Гърция с баща си. Там често пее гръцки народни песни с баба си. След като получава международна бакалавърска степен в училището по английско посолство в Атина, тя се завръща в Уелс две години по-късно. След това тя и майка ѝ се преместват в Рос-он-Уай, Херефордшир. Обсебена от мечтата си да стане певица, тя работи на бензиностанция в продължение на два месеца, за да събере пари и да се премести в Лондон.
За първи път започва да пише музика, когато е на 18 години. Премества в Лондон, за да посещава танцово училище, но се отказва два месеца по-късно. Учи музика в Университета в Източен Лондон и се прехвърля в класически композиционен курс в университета Middlesex през следващата година, но след два месеца тя приключва обучението си.
През 2005 г. тя създава сценичното име Marina and The Diamonds (Марина и диамантите), и кръщава своите фенове „Диамантите“. Вдъхновена, Диамандис решава да композира собствената си музика и да спре да ходи на прослушвания, като същевременно се научава да свири на пиано. Тя се самоорганизира и продуцира по-ранните си демо песни с GarageBand, и самостоятелно пуска дебюта си „Mermaid vs. Sailor“ в социалната мрежа Myspace през 2007 година. Тя провежда дискусии с четиринадесет музикални лейбъла, отхвърляйки всички освен един, тъй като вярва, че това е единственият, който няма да влияе на нейния образ. Тя избира Neon Gold Records през 2008 година. Дори и с доста ограниченото производство на нейните ранни демопесни, записвани в стаята ѝ, тя притежава този мощен, но уязвим и несравним глас, и стил на писане, който не наподобява никой друг по това време откъм звучене. Марина подписва договор с 679 Recordings (впоследствие преименуван на 679 Artists), подразделение на Warner Music Group.

### 2009 – 2011: Начало на кариерата и „The Family Jewels“
Дебютният сингъл на Диамандис „Obsessions“ е издаден на 14 февруари 2009 г. Това лято тя участва в Big Weekend на BBC Radio 1, на фестивала в Гластънбъри, както и на фестивалите в Рединг и Лийдс. Тя участва и в iTunes Live. През декември 2009 г. Диамандис е класирана на второ място в проучването на Sound of 2010, организирано от Би Би Си, зад Ели Гулдинг, която е една от трите номинирани за наградата „Critics Choice Award“ на наградите BRIT за 2010 г.
„Mowglis Road“ бива публикуван на 13 ноември 2009 г., Диамандис го описва като „некомерсиален“, но той получава внимание, видеоклипът му бива споделен от блогъри, включително Перес Хилтън и Кание Уест. „Mowglis Road“ е последван от хита „Hollywood“, който бива класиран на 12-о място в официалната класация, веднага след излизането му и бива сертифициран със сребро.
Дебютният студиен албум на Diamandis „The Family Jewels“ бива издаден на 15 февруари 2010 г. той дебютира под номер 5 в британските албуми с продадени 27 618 копия, от едва първата седмица от излизането му и бива сертифициран със злато.

### 2012 – 2013: „Electra Heart“ и успехът в класациите
През лятото на 2011 г. Диамандис участва в турнето на поп звездата Кейти Пери, в турнето ѝ „California Dreams“. Вторият ѝ студиен албум е предшестван от сингъла „Primadonna“ през април 2012 година, като песента става международен хит.
Крайният продукт „Electra Heart“ е лирично обединен от идеите за „женска идентичност“ и „човешките чувства и любов“. Диамандис създава титулярния герой „Electra Heart“ като герой на проекта. Тя изобразява персоните, които представляват няколко женски архетипа на стереотипна американска култура. Проектът е издаден на 27 април 2012 г. и дебютира под номер 1 в британските албуми с продажби за първата седмица от 21 358 копия, а албумът бива сертифициран със злато.
„Power & Control“ и „How to Be a Heartbreaker“ са последващите сингли, като последният е сертифициран със злато в САЩ за и с продажби над 500 000 копия.
През 2012 г. Диамандис пътува за турнето на „The Lonely Hearts Club“, второто си концертно турне и „Mylo Xyloto Tour“ на Coldplay. На 8 август 2013 г. Диамандис пуска музикален клип за неиздадената преди това заглавна песен „Electra Heart“, която изобразява смъртта на героя и символично завършва промоционалната кампания за „Electra Heart“.

### 2014 – 2016: „Froot“ и преоткриването ѝ като артист
След като прекарва един месец в Ню Йорк, Диамандис съобщава през февруари 2013 г., че е започнала да пише материали за предстоящ трети студиен албум. Сингълът „Froot“ е издаден на 10 октомври 2014 г. на 29-ия ѝ рожден ден, и е обявен за заглавна песен. Албумът е обявен за излизане на 3 април 2015 г. Изцяло продуциран от Диамандис и Дейвид Костен, албумът е похвален заради сплотения му звук. „Froot“ дебютира под номер 8 в класацията на Billboard 200. В началото на 2015 г. е съобщено, че Диамандис ще участва в Lollapalooza Brazil, фестивала на музиката и изкуствата „Coachella Valley“ и фестивала „Boston Calling Music Festival“. От октомври 2015 г. до октомври 2016 г. тя се впуска в турнето „Neon Nature Tour“, в Европа и Америка. Всяко изпълнение е разделено на три части, по една за всеки от албумите ѝ. Нейното представление на 4 ноември 2016 г. в „House of Blues“ в Бостън е излъчено на живо от Yahoo. Текстовете на песните от албума биват изцяло написани от Марина, и показват нова страна от творчеството ѝ, включваща както емоционални текстове за човешката любов и смъртта в „Immortal“, така и разочарованието от заобикалящия ни свят и омразата на човечеството в „Savages“, до процъфтяването на надеждата в „Happy“

### 2017 – 2019: „Love + Fear“ и промяна на сценичното име
За да отбележи нов етап в кариерата си, Диамандис обявява чрез Twitter през 2018 г., че ще промени сценичното си име името, отпадането на „Диамантите“, и продължаване като само „Marina“ През ноември 2018 г. издадава второ сътрудничество с Клийн Бендит и пуерториканския певец Луис Фонси, „Baby“, който проект достига до номер 1 в радио класациите. На 11 декември 2018 г. Диамандис изпълнява песента на „Royal Variety Performance“ заедно с Клийн Бендит. На 31 януари 2019 г. Диамандис изненадва с нов албум, като публикува снимка в нейния Instagram с надпис „8 дни“. На следващия ден тя разкрива в интервю, че новият албум ще излезе някъде в началото на 2019 година. На 6 февруари 2019 г. е разкрито, че заглавието на първия сингъл ще бъде „Handmade Heaven“. Сингълът е издаден на 8 февруари 2019 г. На 14 февруари 2019 г. двойният ѝ албум „Love + Fear“ става достъпен за предварителна поръчка в официалния уебсайт на Марина Диамандис. На 1 март 2019 г. излиза вторият сингъл от албума Love + Fear – „Superstar“. „Orange Trees“ излиза на 21 март 2019 г. и ден след това видеото към песента. На 4 април 2019 г. излизат останалите 4 песни от „Love“ частта, „Enjoy Your Life“, „True“, „To Be Human“ и „End Of The Earth“. На 8 април 2019 г. излиза видеото за „To Be Human“. На 26 април 2019 г. пуска „Fear“ частта на албума си.
Турнето „Love + Fear“ започва през април 2019 г. в Обединеното кралство и Северна Америка. Турнето включва и фестивални дати в различни страни. На 28 май 2019 г. Диамандис обявява още пет дати във Великобритания за „част 2“ от турнето. На 17 юни 2019 г. Марина обявява допълнителни европейски дати, преплетени с втората част от турнето във Великобритания. На 16 септември 2019 г. Марина Диамандис обявява два допълнителни концерта в Мадрид и Амстердам.
Най-новите попълнения към европейското ѝ турне биват спирки в: Единбург, Дъблин, Кардиф, Лондон, Манчестър, Брайтън, Париж, Атина, Тилбург, Амстердам, Антверп, Мадрид и Милано.

### 2020 – настояще: „Ancient Dreams in Modern Land"
На 16 януари 2020 г. Марина споделя в Инстаграм, че е започнала работа по своя пети албум. На 7 февруари 2020 г. е издадена песента „About Love“, част от саундтрака на To All The Boys: P.S. I Still Love You. На 14 февруари 2020 г. обявява ново кратко турне „The Inbetweenie Tour“, което ще се състои през април и качва дати за него в Инстаграм. Първата песен Man's World публикува на 18 ноември 2020.
На 12 април 2021 г. Диамандис обяви новият си сингъл „Purge the Poison" заедно със сайт и имейли до феновете и. По късно този ден видеоклипа на песента беше по погрешка качен от екипа. След това Марина качи оближката на сингъла и датата му на излизане, вероятно заради изтичането на песента. Песента и видеоклипа излизат на 14 април. Минути преди премиерата на видеото Диамандис обявява и името на албума „Ancient Dreams in Modern Land", 10 песни които ще са в него и датата му на издаване в Инстаграм
На 11 май 2021 г. Марина публикува снипет на заглавната песен отново в Инстаграм, по късно публикува обложката и датата на излизане на третия сингъл. Също обяви че заедно с песента ще има лайвстрийм в който ще отговаря на въпроси от феновете и в Ютуб.
На 4 юни 2021 г. Диамандси обявява „Venus Fly Trap" като четвърти сингъл. Целият албум изтича на 6 юни понеже някои магазини в Европа започват да го продават по рано. Музикалното видео на „Venus Fly Trap" е публикувано на 9 юни 2021 г.
Албума официално излиза на 11 юни 2021 г. на всички дигитални платформи и магазини. На 18 октомври 2022 г. обявява, че е написала книга с поеми, която планира да издаде.

## Дискография
Списък с албумите, издадени от Marina & The Diamonds:
- The Family Jewels / „Семейни ценности“ (2010)
- Electra Heart / „Електра Харт“ (2012)
- Froot“ / „Плод (2015)
- Love + Fear / „Любов + страх“ (2019)
- Ancient Dreams in a Modern Land (2021)
- Princess of Power (2025)

## Турнета

### Собствени
- The Family Jewels Tour (Турне „Семейни ценности“, 2010 – 2011)
- The Lonely Hearts Club Tour (Турне „Клуб на самотните сърца“, 2012 – 2013)
- Neon Nature Tour (Турне „Неонова природа“, 2015 – 2016)
- Love + Fear Tour (Турне „Любов и страх“, 2019 – 2019)
- The Inbetweenie Tour (Турне „Между албумите“, 2020)

### Като подгряващ изпълнител
- California Dreams Tour (Турне „Калифорнийски мечти“ на Кейти Пери, 2011)
- Mylo Xyloto Tour (Турне „Майло Ксайлото“ на Колдплей, 2011 – 2012)

## Награди и номинации
Марина е носител на европейска музикална награда на MTV за най-добър британски или ирландски изпълнител на 2010 г. През същата година, печели и наградата за най-добър нов изпълнител на Вирджин Медия. Две години по-късно, през 2012 г., става носител на наградата за най-добра музика на списание „Атитюд“.
| Година | Организация                | Продукт                 | Награда                         | Резултат    |
| ------ | -------------------------- | ----------------------- | ------------------------------- | ----------- |
| 2010   | BBC Sound of 2010          | Marina And The Diamonds | Sound of 2010                   | Второ място |
| 2010   | Brit Awards                | Marina And The Diamonds | Critics Choice                  | Номинирана  |
| 2010   | BT Digital Music Awards    | Marina And The Diamonds | Breakthrough Artist of the Year | Номинирана  |
| 2010   | MTV Europe Music Awards    | Marina And The Diamonds | Best UK & Ireland Act           | Победител   |
| 2010   | MTV Europe Music Awards    | Marina And The Diamonds | Best European Act               | Номинирана  |
| 2010   | UK Festival Awards         | Marina And The Diamonds | Best Breakthrough Act           | Номинирана  |
| 2010   | Virgin Media Music Awards  | Marina And The Diamonds | Best Newcomer                   | Победител   |
| 2010   | NME Awards                 | Marina And The Diamonds | Hottest Female                  | Номинирана  |
| 2010   | Popjustice £20 Music Prize | „I Am Not a Robot“      | Best British Pop Single         | Номинирана  |
| 2011   | Glamour Awards             | Marina And The Diamonds | Best UK Solo Artist             | Номинирана  |
| 2012   | Attitude Magazine Awards   | Marina And The Diamonds | Best Music Award                | Победител   |
| 2012   | Popjustice £20 Music Prize | „Power & Control“       | Best British Pop Single         | Номинирана  |
| 2015   | Popjustice £20 Music Prize | „Im a Ruin“             | Best British Pop Single         | Номинирана  |